# Iglesia de La Manjoya

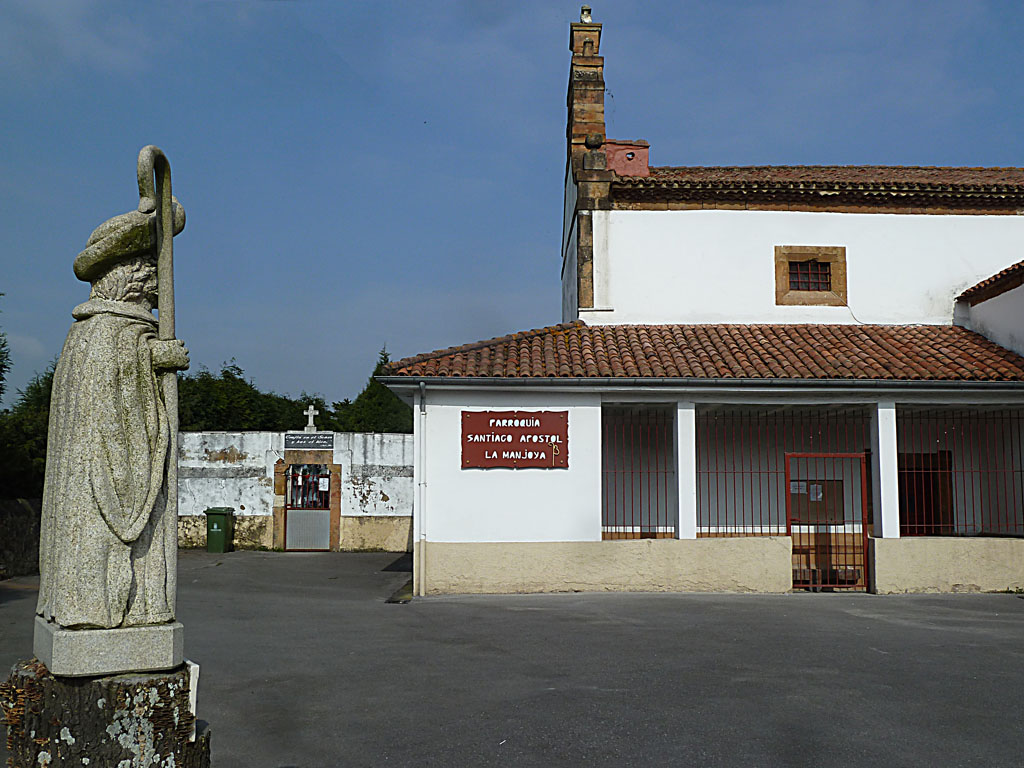
Iglesia de La Manjoya

La iglesia de Santiago Apóstol de La Manjoya es un templo parroquial católico situado en la parroquia de La Manjoya en Oviedo (Asturias). Por sus proximidades discurre el Camino de Santiago conocido como Camino de San Salvador que procedente de León se dirigía a la Catedral de Oviedo a adorar la imagen de El Salvador y las reliquias de la Cámara Santa.

## Descripción

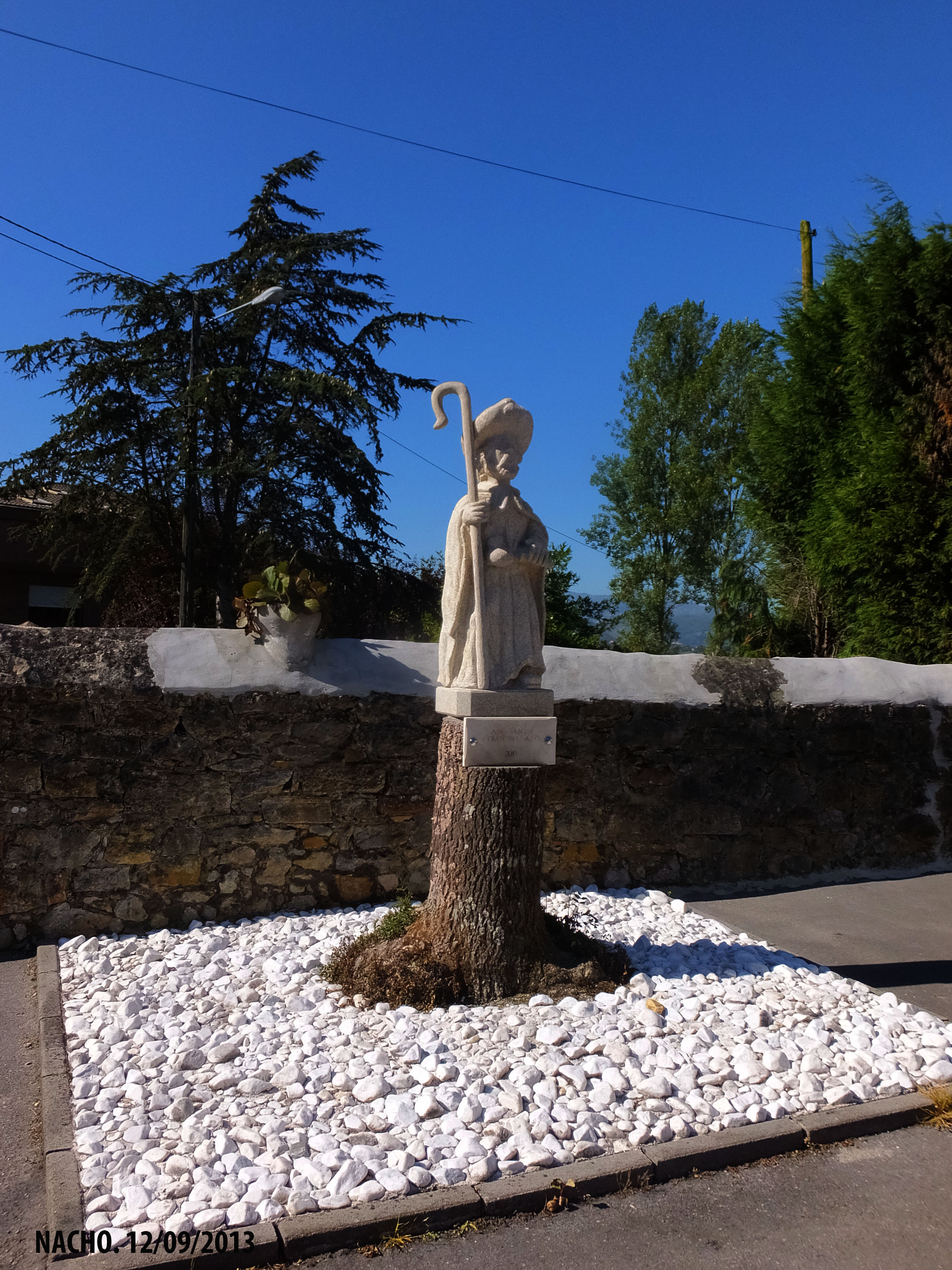
Escultura de Santiago en La Manjoya

Según la ficha del Inventario del Patrimonio Arquitectónico de Asturias (IPAA), del Gobierno del Principado de Asturias, la iglesia actual es fruto de una reconstrucción realizada en época barroca, probablemente sobre el solar de la primitiva iglesia del siglo XIV, con alguna reforma posterior como el muro y pilares de soporte del cabildo, realizados en el siglo XX.
Consta de nave única con planta en forma de cruz griega y dos edificaciones anexas, una a cada lado de los brazos, en la cabecera. El testero es recto y no se diferencia en altura del alzado de la nave. El imafronte, parcialmente cubierto por el cabildo, deja ver en la parte superior del muro un óculo situado en el eje, una imposta en la parte superior, bajo las aletas curvas decoradas con jarrones en las esquinas y una espadaña de triple vano escalonado en la parte superior.
La fábrica está realizada en mampostería enlucida y pintada, dejando a la vista los sillares bien trabajados en las cadenas de esquina, cornisa, impostas, recercos de vanos y espadaña. La cubierta de la nave es a dos aguas y tres en los brazos del crucero, ocupados por capillas laterales. La iluminación de la nave se hace por medio de ventanas del tipo buzón. Los anexos de los brazos también están realizados con el mismo tipo de materiales que el resto de la Iglesia.
La iglesia, encuadrada en el Barroco popular, sufrió daños durante la Guerra Civil añadiéndose, posteriormente, parte de la estructura actual, el cabildo señalado en el texto anterior. La piedra, de característico color rojizo, probablemente procediera de las cercanas canteras de La Granda, en Oviedo. En su interior, en una de las capillas laterales, hay una imagen de Santiago Matamoros. En el exterior se instaló en el año 2010 una imagen de Santiago realizada en granito por un cantero gallego. La imagen fue costeada por los vecinos.